# Copidosoma archeodominica
Copidosoma archeodominica (лат.) — ископаемый вид мелких хальцидоидных наездников рода Copidosoma из семейства Encyrtidae. Обнаружен в ископаемых останках Центральной Америки: Доминиканская Республика, доминиканский янтарь, эоцен, около 40 млн лет).

## Описание
Длина тела 1,4 мм, длина головы 0,18 мм, длина переднего крыла 0,675 мм. Булава усика 3-члениковая. Основная окраска тела зеленовато-коричневая. Ноги и скапус усика жёлтые. Вид Copidosoma archeodominica был впервые описан в 2013 году американским энтомологом Робертом Зупарко (Robert L. Zuparko; Essig Museum of Entomology, Калифорнийский университет в Беркли; California Academy of Sciences, Golden Gate Park, Сан-Франциско, США) и российским гименоптерологом Владимиром Александровичем Тряпицыным (Россия) и назван по латинскому названию места обнаружения (голотип найден в Доминиканской Республике).
Copidosoma archeodominica это первый ископаемый представитель семейства энциртиды, найденный за пределами Палеарктики и пятый мире после Encyrtus clavicornis Statz 1938 (средний олигоцен, 23—34 млн лет, Германия), Eocencyrtus zerovae Simutnik 2001, Eocencnemus sugonjaevi Simutnik 2002, Eocencnemus vichrenkoi Simutnik 2006 (эоцен, 33—37 млн лет, ровненский янтарь), Eocencnemus gedanicus Simutnik 2014 (балтийский янтарь).